# نیروی هوایی سوئد
نیروی هوایی سوئد (به سوئدی: Svenska flygvapnet یا فقط Flygvapnet) شاخه هوایی از نیروهای مسلح سوئد است.

## تاریخچه

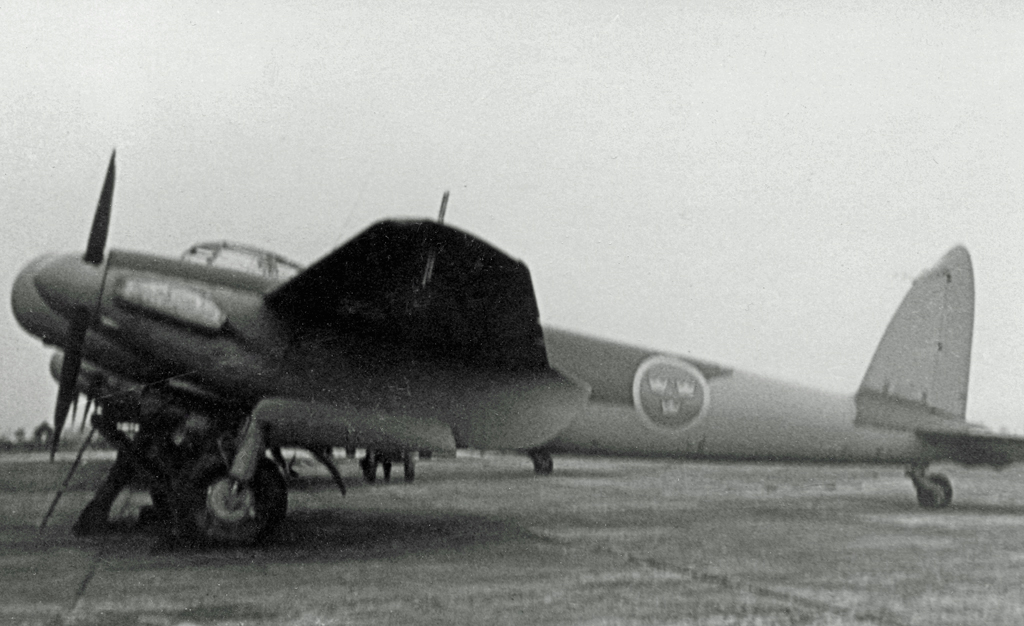
جنگنده شبانه دی. اج ۹۸ موسکیتو ان. اف ۱۹ نیروی هوایی سوئد در سال ۱۹۴۹

نیروی هوایی سوئد در ۱ ژوئیه ۱۹۲۶ (نهم تیرماه ۱۳۰۵ خورشیدی) با ادغام واحدهای هواپیماهای ارتش و نیروی دریایی تشکیل شد. به دلیل تشدید تنش بین‌المللی در طول دهه ۱۹۳۰، نیروی هوایی سازماندهی مجدد شده و از چهار اسکادران به هفت اسکادران افزایش یافت.

### جنگ جهانی دوم
هنگامی که جنگ جهانی دوم در سال ۱۹۳۹ آغاز شد، نیروی هوایی سوئد، توسعه بیشتری یافت و این گسترش قابل توجه تا پایان جنگ پایان یافت. گرچه سوئد هرگز وارد جنگ نشد، اما نیروی هوایی بزرگ برای دفع خطر تهاجم و مقاومت در برابر فشار، از طریق تهدیدات نظامی قدرت‌های بزرگ ضروری تلقی می‌شد. تا سال ۱۹۴۵، نیروی هوایی سوئد بیش از ۸۰۰ هواپیمای جنگی عملیاتی، در ۱۵ لشکر جنگنده در اختیار داشت.
یکی از مشکلات اصلی نیروی هوایی سوئد در طول جنگ جهانی دوم کمبود سوخت بود. سوئد توسط کشورهای در حال جنگ احاطه شده بود و نمی‌توانست به نفت وارداتی متکی باشد. در عوض، سنگ‌های نفت داخلی Oil shale برای استخراج نفت شیل و تولید بنزین مورد نیاز، به کارگرفته شدند.
بر اساس آماری که البته در طول سال‌های جنگ فاش نشد، اما پس از آن منتشرگردید، حدود ۲۵۰ خدمه هواپیما، در سقوط‌ها و سوانح هوایی سالهای ۱۹۳۹ تا-۱۹۴۵ کشته شدند.

### گسترش در دوران جنگ سرد

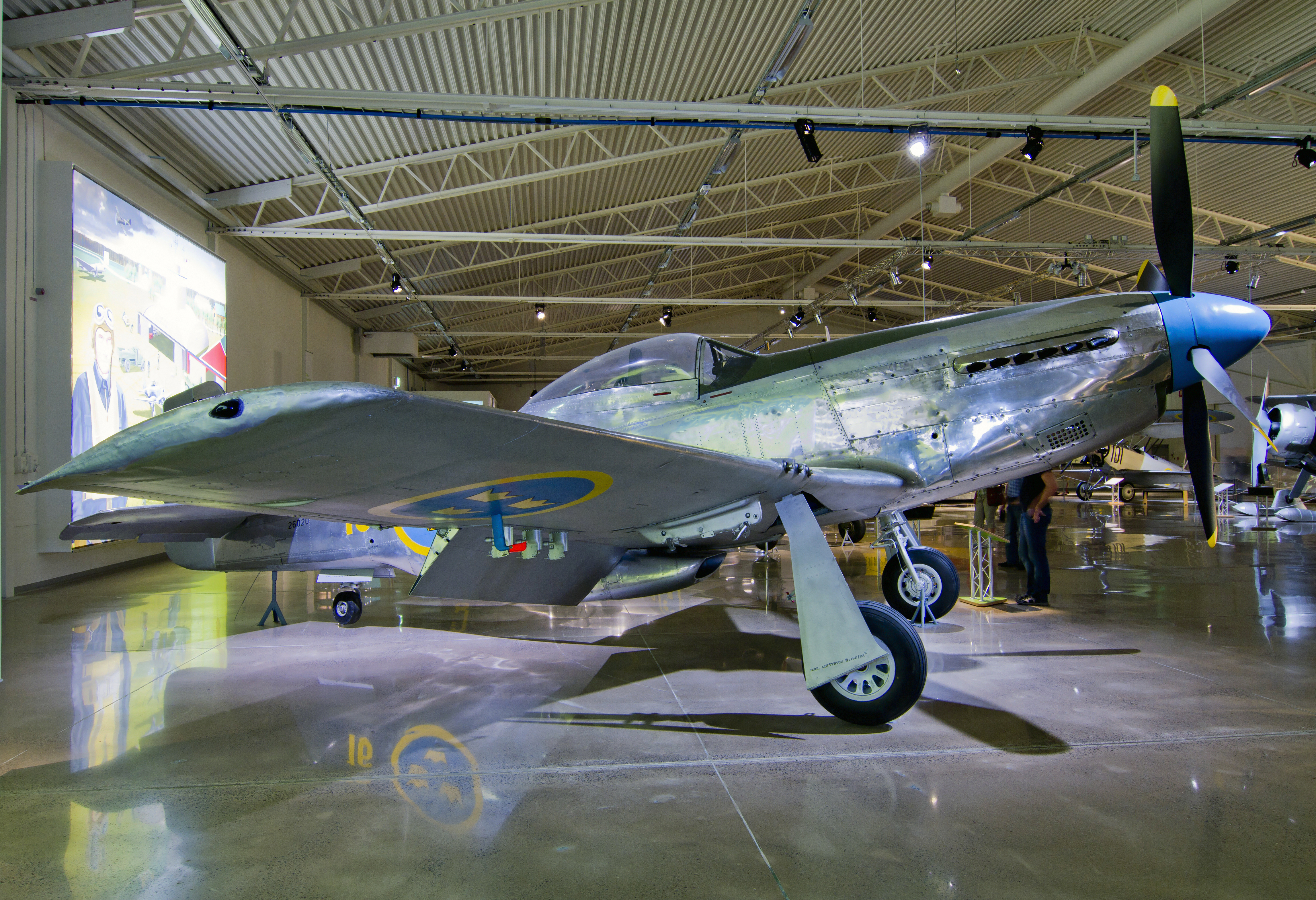
یک فروند پی ۵۱ دی موستانگ نیروی هوایی سوئد در موزه نیروی هوایی سوئد

نیروی هوایی سوئد از سال ۱۹۴۵ به سرعت دستخوش توسعه و نوسازی شد. تجهیز آن به مدل‌های رده دو دیگر از نظر سیاسی قابل قبول نبود. در عوض، ستادفرماندهی نیروی هوایی سوئد، اقدام به خرید بهترین هواگردها، مهمات و تجهیزات ممکن از خارج کشور را نموده به‌طور مثال پی-۵۱ دی موستانگ، جنگنده شبانه دی هاویلند موسکیتو ان.اف. ۱۹ و دی هویلند ومپایر، و به موازات از توسعه تولیدات داخلی باکارآیی بالا، حمایت نمود. جت جنگنده ساب ۲۹ تونان در حوالی ۱۹۵۰ معرفی شد.
در اواخر دهه ۱۹۵۰، نیروی هوایی سوئد سیستم پایگاه هوایی Bas 60 را معرفی کرد، که بر اساس تاکنیک پراکندگی نیروی گُردان‌ها (اسکادران) هوایی در پایگاه‌های هوایی متعدد در مواقع جنگ طراحی شده بود. به نحوی که از بین بردن نیروی هوایی روی زمین، برای حریف پیچیده شود. باندهای فرود جاده‌ای نیز به عنوان پشتیبان باندهای فرودگاهی توسعه یافتند. سیستمBas 60 در طول دهه‌های ۱۹۷۰ و ۱۹۸۰ به Bas 90 توسعه یافت.
در طی دوران جنگ سرد، مقادیر زیادی پول (از جمله بودجه در نظر گرفته شده برای برنامه تسلیحات هسته ای سوئد) صرف نیروی هوایی سوئد و تولید هواپیماهای داخلی شد. در سال ۱۹۵۷ سوئد چهارمین نیروی هوایی قدرتمند جهان را با داشتن ۱۰۰۰ هواپیمای مدرن آماده در خط مفدم، در اختیار داشت. درطی سالهای ۱۹۵۰ جنگنده‌های کارآمد ساخت سوئد همانند، ساب ۲۹ تونان، ساب ۳۲ لانزن و ساب ۳۵ دراکن معرفی شدند.
در ژوئن ۱۹۵۲، نیروی هوایی سوئد دو هواپیما را طی عملیاتی در جنگ سرد، که بعداً به ماجرای کاتالینا معروف شد، از دست داد. یک فروند داگلاس دی‌سی-۳ ویژه شنود الکترونیکی توسط یک میگ-۱۵ شوروی رهگیری وبا از دست دادن سه خدمه هواپیما و پنج تکنسین غیرنظامی سرنگون شد. سپس یک هواپیمای دریایی امدادی پی‌بی‌وای کاتالینا نیز سرنگون شد، پنج نفر خدمه آن توسط یک کشتی باری از دریا نجات یافتند.
در نقش پدافند هوایی، نیروی هوایی سوئد موشک‌های سطح‌به‌هوا را عملیاتی نمود. سپاه هوایی Svea با کد F8 مستقر در نزدیکی استکهلم در سال ۱۹۴۹ هواپیماهای دی هویلند جی-۲۸ بی ومپایر را در اختیارداشت، که در ۱۹۵۳ با ساب ۲۹ تونان و متعاقباً در ۱۹۵۷ با جی-۳۴هانتر جایگزین شد. از سال ۱۹۶۱، F8 مجدداً نقش دفاع موشکی را به عنوان مرکز آموزش فنی نیروی هوایی برای استفاده از سیستم‌های جدید RB-68 Bloodhound در ۲ اسکادران تا سال ۱۹۷۴ بر عهده داشت.
این واحدهای سوئدی همچنین سیستم موشکی RB-68 (هر کدام یک اسکادران) را به کار گرفتند:
- بال هوایی Scania با کد F10 مستقر درانگلهولم
- بال هوایی Kalmar با کد F12 مستقر درکالمار
- بال هوایی Bråvalla با کد F13 مستقردرنورشوپینگ
- بال هوایی Blekinge با کد F17 مستقردرفرودگاه رونیبه، کالینیه

#### آمار تلفات در طول جنگ سرد
در دوران جنگ سرد و در طی سالهای ۱۹۴۵ تا ۱۹۹۱، بیش از ۶۰۰ خلبان جنگنده سوئدی در سوانح هوایی حین تمرینات و آموزشهای زمان صلح کشته شدند.در دوران سالهای ۱۹۵۰ تا ۱۹۶۰، برنامه‌های آموزش پرواز ناقص بود و سیستم‌های آموزشی بسیار پرخطر بوده و برخی از انواع هواپیماها دارای نقایصی در طراحی بودند. در دهه ۱۹۵۰، سالانه حدوداً ۲۱ خلبان کشته می‌شدند.
در دهه ۱۹۶۰ میانگین تعداد کشته شدگان ۱۳ نفر در سال بود که به این معنی بود که کشته شدگان نیروی هوایی سوئد در هر ۱۰۰٬۰۰۰ ساعت پرواز در مقایسه با ایالات متحده شش برابر شده بود. در دهه ۱۹۶۰، ایمنی پرواز به یک مورد مهم و قابل توجه تبدیل شد، البته نه به دلیل تعداد کشته شدگان، بلکه به این دلیل که هواپیما گرانتر شدند. در اکتبر ۱۹۶۰، یک جنگنده ساب ۳۲ لانزن با خانه ای در یک مزرعه برخورد کرد و یاعث مرگ ۷ نفر شد. در دهه ۱۹۷۰ تعداد تلفات به ۶ تا ۷ نفر در سال کاهش یافت. در سال‌های بعد نیز کاهش تعداد آن ادامه یافت و از سال ۱۹۹۶ به بعد هیچ حادثه فوتی ثبت نشده است.

### تیروی هوایی سوئد در جنگ
نیروی هوایی سوئد در سه جنگ شرکت داشته است، جنگ زمستان بین فنلاند و شوروی در سالهای ۱۹۳۹ الی ۱۹۴۰، که در آن داوطلبان شرکت کردند، بحران کنگو، در سالهای ۱۹۶۱ تا ۱۹۶۴، و در سال ۲۰۱۱ در اولین جنگ داخلی لیبی.

#### فنلاند ۱۹۴۰
هنگامی که اتحاد جماهیر شوروی در نوامبر ۱۹۳۹ به فنلاند حمله کرد، سوئد به کمک همسایه خود آمد ولی در نهایت تصمیم گرفت به‌طور مستقیم در جنگ ملحق وارد نشود.
یک تیپ پیاده‌نظام داوطلب سوئدی و یک اسکادران هوایی داوطلب در شمال فنلاند از ژانویه تا مارس ۱۹۴۰ جنگیدند. این اسکادران F 19 نامگذاری شد و متشکل از ۱۲ جنگنده گلاستر گلادیاتور و چهار بمب بمب‌افکن شیرجه‌ای هاوکر هارت بود.

#### بحران کنکو ۱۶۶۱ الی ۱۹۶۴

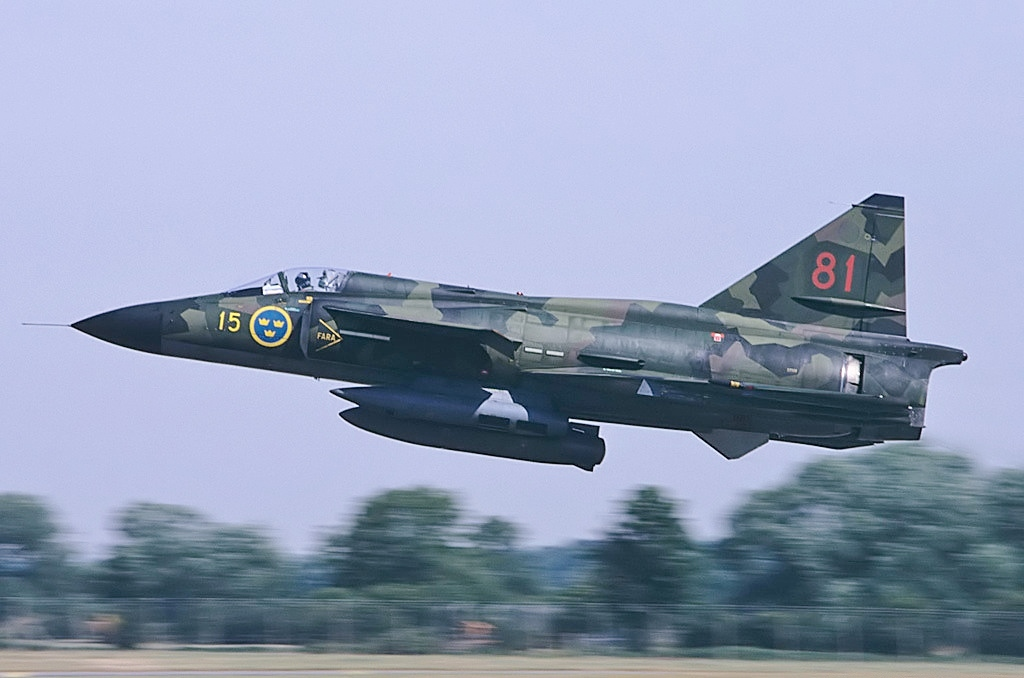
ساب ۳۷ ویگن (۱۹۷۲–۲۰۰۵)

نیروی هوایی سوئد به عنوان بخشی از ماموریت حفظ صلح سازمان ملل متحد ONUC در طول بحران کنگو در سال‌های ۱۹۶۱ تا ۱۹۶۴ حضور داشت. برای این مأموریت، یک بال هوایی مستقل به نام F 22 مجهز به ۱۲ فروند ساب ۲۹ تونان تأسیس شد که علی رقم شرایط سخت در آفریقای مرکزی، عملکرد خوبی داشت.
در مقایل شورشیان تجزیه طلب فقط تعداد کمی هواپیما با قابلیت‌های رزمی ضعیف همانند هواپیمای آموزشی Fouga Magister را در اختیار داشتند.

### دهه ۱۹۹۰ – تجدید ساختار
با پایان جنگ سرد نیروهای مسلح سوئد تحت یک فرایند تجدید ساختار گسترده قرار گرفت. در طول این مدت، چندین پایگاه هوایی غیرضروری تشخیص داده شد و با جنگنده‌هایی مانند ساب ۳۷ ویگن که پیش از موعد بازنشسته شدند، بسته شدند. در سال ۱۹۹۴ نیروی هوایی سوئد بیش از ۴۰۰ فروند جنگنده در اختیارداشت، که در سال ۲۰۰۵ تعداد آنها به کمتر از ۱۵۰ قروند کاهش یافت.

### لیبی ۲۰۱۱
در ۲۹ مارس ۲۰۱۱، نخست‌وزیر وقت سوئد اعلام کرد که ۸ فروند گریپن از منطقه پرواز ممنوع سازمان ملل بر فراز لیبی پشتیبانی خواهند کرد.
این اعلامیه پاسخی بود به درخواست ناتو برای کمک. جنگنده‌های سوئدی محدود به پشتیبانی از منطقه پرواز ممنوع بوده و مجاز به شرکت در سورتی حمله به اهداف زمینی نبودند. شرکت این جنگنده‌ها در ۱ آوریل ۲۰۱۱ توسط ریکسداگ (نهاد قانونگذاری ملی) سوئد تأیید گردیده و اولین جت‌ها در ۲ آوریل به لیبی عزیمت کردند. یک فروند سی-۱۳۰ هرکولس جنگنده‌ها را برای سوخت‌گیری هوایی همراهی می‌نمود.

## ناوگان فعلی

### هواگردها
| هواگرد                  | مبدا ساخت           | ماموریت                | گونه        | تعداد در حال خدمت | توضیحات                                    |
| هواگرد جنگی             | هواگرد جنگی         | هواگرد جنگی            | هواگرد جنگی | هواگرد جنگی       | هواگرد جنگی                                |
| ----------------------- | ------------------- | ---------------------- | ----------- | ----------------- | ------------------------------------------ |
| ساب ۳۹ گریپن            | سوئد                | چندمنظوره              | JAS 39C     | ۷۱ فروند          | ۶۰ فروند گونه E سفارش داده شده است         |
| آواکس                   |                     |                        |             |                   |                                            |
| ساب ۳۴۰ ای‌ئی‌دبلیو&سی    | سوئد                | آواکس                  |             | ۲ فروند           | مجهز به رادار Erieye                       |
| بمباردیه گلوبال ۶۰۰۰    | کانادا              | آواکس                  |             |                   | ۲ فروند سفارش داده شده است                 |
| تانکر سوخت‌گیری هوایی    |                     |                        |             |                   |                                            |
| کی‌سی-۱۳۰ هرکولس         | ایالات متحده آمریکا | سوخت‌گیری هوایی         | KC-130H     | ۱ فروند           |                                            |
| ترابری                  |                     |                        |             |                   |                                            |
| ساب ۳۴۰                 | سوئد                | ترابری چندمنظوره       |             | ۱ فروند           | یک فروند برای شناسایی استفاده می‌شود        |
| گلف‌استریم ۴             | ایالات متحده آمریکا | ترابری/VIP             |             | ۴ فروند           | دو فروند برای شنود الکترونیک استفاده می‌شود |
| سی-۱۳۰ هرکولس           | ایالات متحده آمریکا | ترابری تاکتیکی         | C-130H      | ۵ فروند           |                                            |
| بالگردها                |                     |                        |             |                   |                                            |
| یواچ-۶۰ بلک هاوک        | ایالات متحده آمریکا | چندمنظوره              | UH-60M      | ۱۵فروند           |                                            |
| ان‌اچ۹۰                  | اتحادیه اروپا       | چندمنظوره / ترابری     | TTH         | ۱۸ فروند          |                                            |
| آگوستاوستلند ای‌دبلیو۱۰۹ | ایتالیا             | آموزشی / چندمنظوره سبک |             | ۲۰ فروند          |                                            |
| آموزشی                  |                     |                        |             |                   |                                            |
| ساب ۱۰۵                 | سوئد                | جت آموزشی              |             | ۴۶ فروند          |                                            |
| گروب جی۱۲۰تی‌پی          | آلمان               | آموزش‌های پایه          |             | ۷ فروند           | ۳ فروند سفارش داده شده است                 |
| ساب ۳۹ گریپن            | سوئد                | conversion trainer     | JAS 39D     | ۲۳ فروند          |                                            |
| پهپاد                   |                     |                        |             |                   |                                            |
| آر کیو ۷ شادو           | ایالات متحده آمریکا | شناسایی و مراقبت       |             | ۸ فروند           |                                            |
| البیت اسکای‌لرک          | اسرائیل             | شناسایی و مراقبت       |             |                   |                                            |

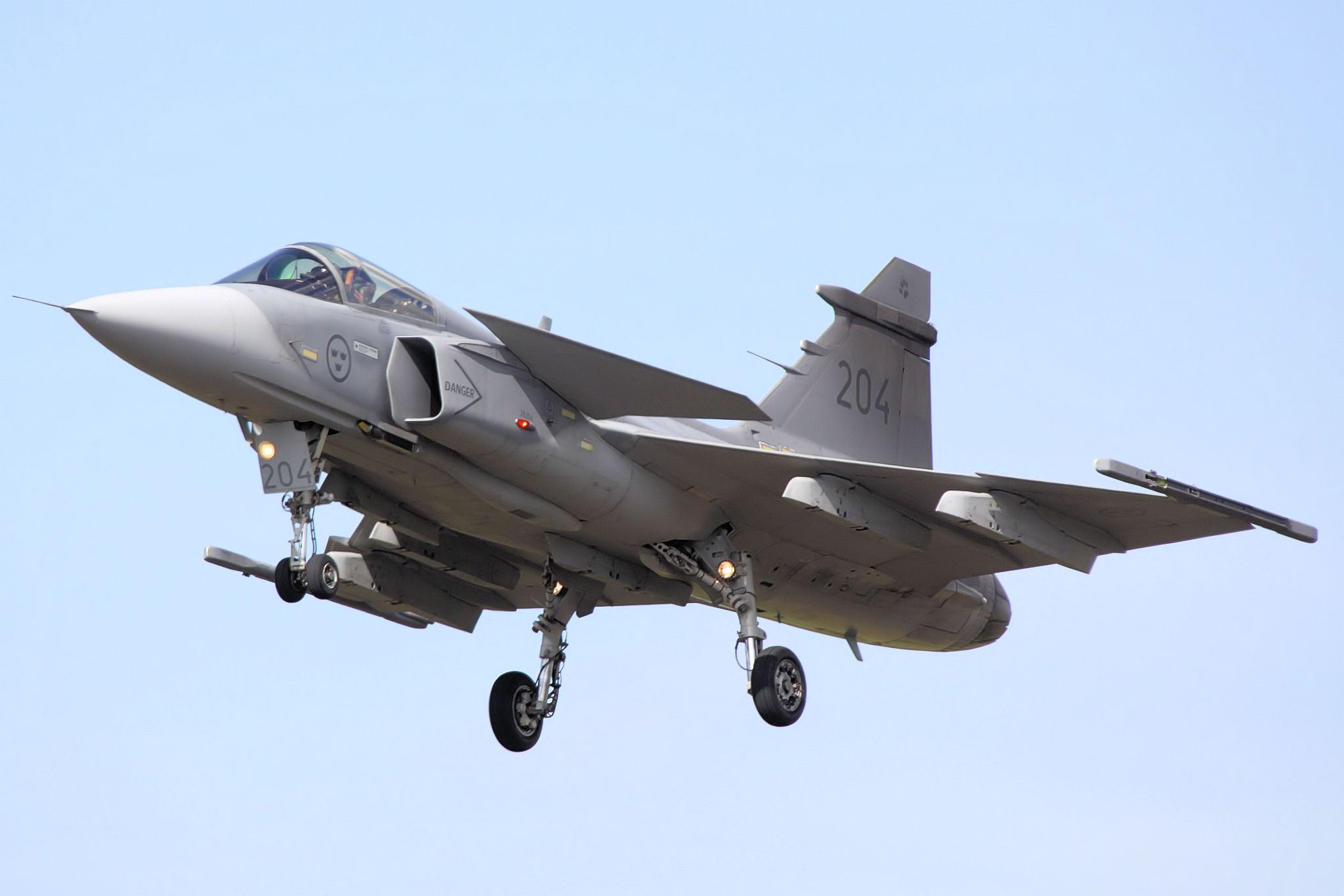
بک گریپن در حال اجرای عملیات نمایشی در RIAT 2009

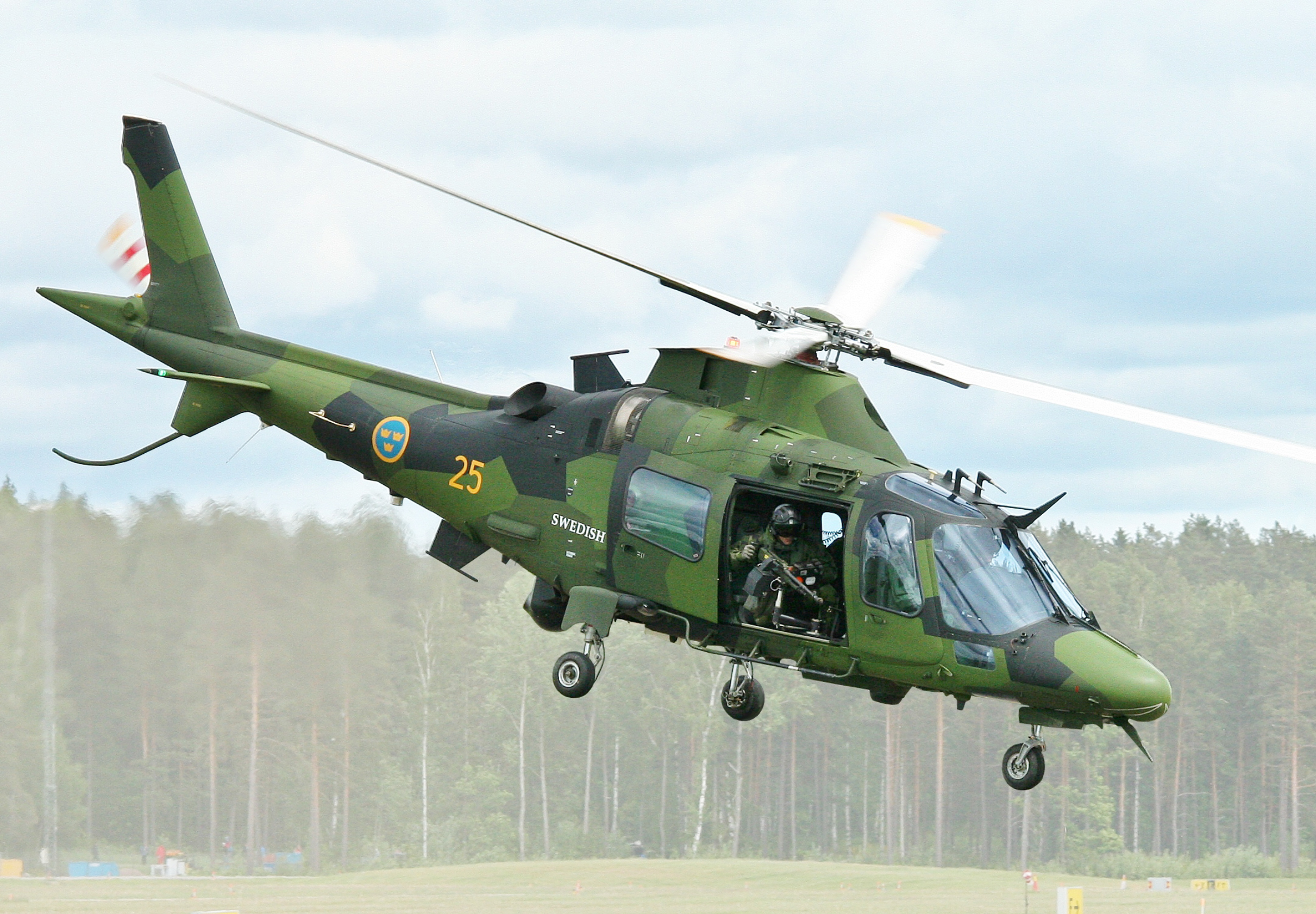
یک ای ۱۰۹ ئی هنگام برخاستن

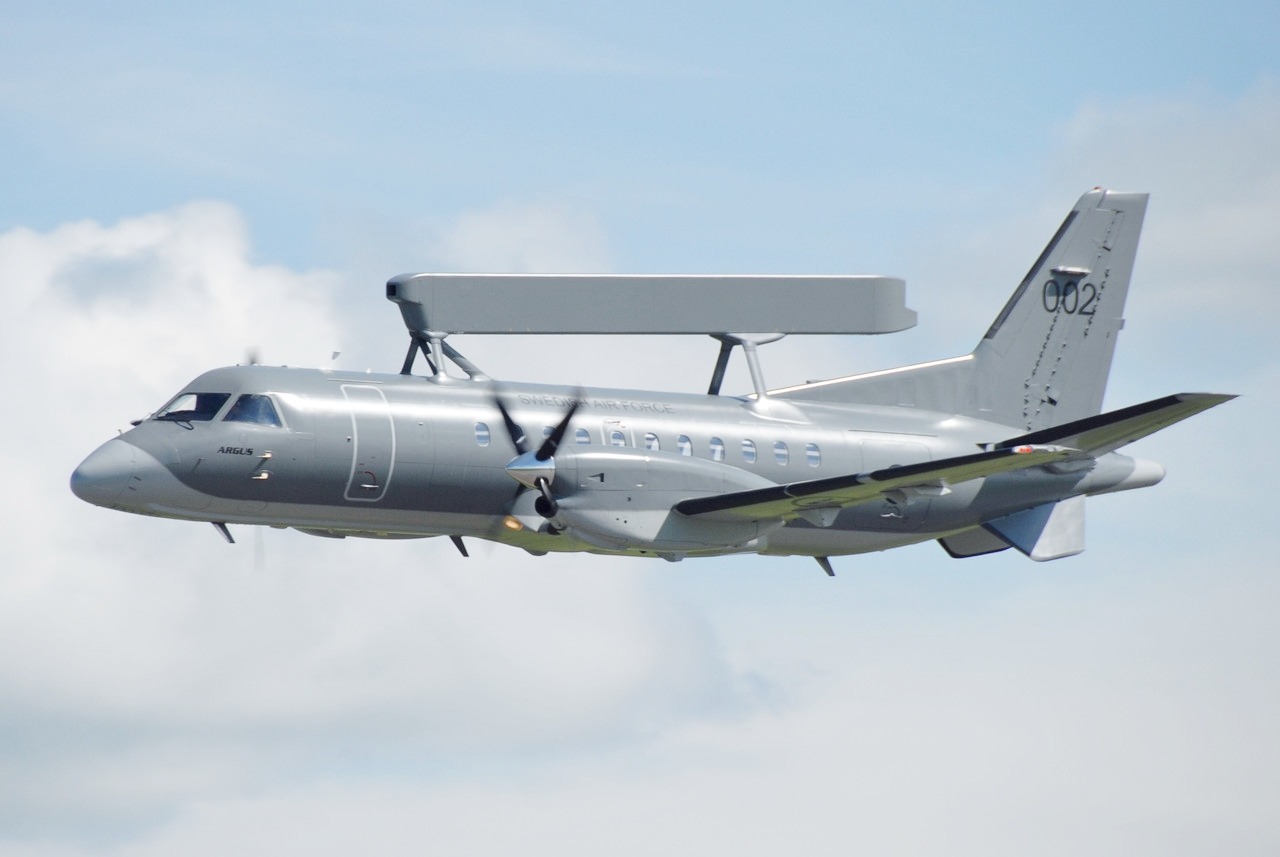
یک ساب ۳۴۰ ای‌ئی‌دبلیو&سی در حال پرواز در تمایش هوایی قوای مسلح سوئد در سال ۲۰۱۰.

Note: Three C-17 Globemaster III's are available through the Heavy Airlift Wing based in Hungary

## سازماندهی

### واحدهای جنگنده
در حال حاضر چهار بال هوایی جنگنده وجود دارند:
- بال هوایی Skaraborg یا F7
  - مستقر در Såtenäs در حومه لیدشوپینگ مجهز به جنگنده‌های گریپن سی/دی.[۱۹]
- بال هوایی Skaraborg با کد F17
  - مستقر در فرودگاه رونیبه، کالینیه دربخش رونبی مجهز به جنگنده‌های گریپن سی/دی.
- بال هوایی Norrbotten با کد F21
  - مستقر در کالاکس درلولئو مجهز به جنگنده‌های گریپن سی/دی.
- بال هوایی Uppland با کد F16
  - مستقر در فرودگاه آرنا دراوپسالا درسال ۲۰۱۱ مجدداً راه اندازی شد.[۲۰]

### واحدهای بالگرد (هلی کوپتر)
واحدهای هوانوردی که قبلاً تحت ارتش سوئد ("Arméflyget") و نیروی دریایی سوئد ("Marinflyget") بودند، با واحدهای هلیکوپتر نیروی هوایی ادغام شده و واحد بال هلیکوپتر (بالگردی) (Hkpflj) را برای کل نیروهای مسلح تشکیل داد. این بال تحت اختیار نیروی هوایی قرار گرفته است و شامل موارد اجزای ذیل است:
- گُردان هوایی (اسکادران) اول بالگرد (1 Helikopterskvadronen, به اختصار 1 Hkpskv)
  - مجهز به ۱۴ بالگرد، مستقر به صورت مشترک در F21 واقع در کالاکس، لولئو
- گردان هوایی دوم بالگرد (2 Helikopterskvadronen, به اختصار 2 Hkpskv)
  - مجهز به ۱۵ الی ۱۶ بالگرد، مستقر در پایگاه هوایی Malmen در لینشوپینگ
- گردان هوایی سوم بالگرد (3 Helikopterskvadronen, به اختصار 3 Hkpskv)
  - مجهز به ۱۴ الی ۱۵ بالگرد، مستقر به صورت مشترک در F17 واقع در فرودگاه رونیبه در کالینیه، بخش رونبی

### واحدهای حمل و نقل هوایی و ویژه
واحدهای ترابری هوایی، عملیات حمل و نقل هوایی را انجام داده و هم در ماموریت‌های ملی و هم در ماموریت‌های بین‌المللی استفاده قرار می‌گیرند. این واحد همچنین بخش سوئدی Heavy Airlift Wing را در مجارستان سازماندهی می‌کند. واحدهای شنود الکترونیک، شناسایی و جمع‌آوری اطلاعات جنگ الکترونیکی را انجام می‌دهند.
- لشکر ۷۱ ترابری هوایی (71 Transportflygdivisionen, به اختصار 71 Tpdiv)
  - مستقر به صورت مشترک در F7
- واحد هفتم ترابری هوایی و ویژه (7 Transport- och specialflygenheten, به اختصار 7 TSFE)
  - مستقر به صورت مشترک در F7